# Alexander Westphal (Physiker)
Alexander Westphal (* 1977 in Rinteln) ist ein deutscher theoretischer Physiker, der sich mit Stringtheorie, Kosmologie und Supersymmetrie befasst.
Westphal ging in Rinteln auf das Gymnasium, studierte ab 1997 Physik an der Ruprecht-Karls-Universität Heidelberg mit dem Diplom 2002 (für die Diplomarbeit erhielt er den Otto Haxel Preis) und wurde 2005 an der Universität Hamburg und am DESY promoviert. Als Post-Doktorand war er an der  SISSA in Triest und am INFN und 2007 bis 2010 an der Stanford University (SLAC), unter anderem bei Eva Silverstein und Andrei Linde (die sich ebenfalls mit Inflationsmodellen und Stringtheorie befassen). 2007 bis 2009 war er Feodor Lynen Stipendiat und 2010 bis 2014 Helmholtz Fellow. Ab 2014 war er an der Theoriegruppe von Desy und ab 2015 Gruppenleiter mit einem ERC Consolidator Grant über fünf Jahre.
Er befasst sich mit Inflationsmodellen im Rahmen der Stringtheorie und sich daraus ergebenden Anzeichen in Beobachtungsdaten (primordiale Gravitationswellensignale in der Polarisation der kosmischen Hintergrundstrahlung CMB). Das würde Beobachtungs-Tests der Stringtheorie und des im Universum realisierten Vakuumzustands ermöglichen.
Parameter des feinabgestimmten Inflationspotentials sind empfindlich gegen Quantenkorrekturen und die Hoffnung ist, dass die Stringtheorie diese kontrollieren kann. Nach Westphal und Silverstein (2008) kann das durch den Mechanismus der Axion-Monodromie erfolgen. Die Stringtheorie (inklusive Branes)  besitzt viele skalare Axion-artige Felder (sie entstehen aus den höherdimensionalen Eichfeldern durch Integration über die kompaktifizierten Extradimensionen). Das Inflationspotential wird aus solchen skalaren Felder aufgebaut. Das Potential hat aber aus den Moduli der Stringtheorie (Symmetrien in den Extradimensionen) Reststrukturen, zum Beispiel diskrete Verschiebungssymmetrien, die das Inflationspotential gegen Quantenkorrekturen schützen. Im Fall von Axion-Monodromie sind sie nur noch annähernd periodisch, die Schutzfunktion bleibt aber. Der Mechanismus erklärt auch, warum die erwarteten Spuren in der CMB größer als die Planck-Skala sind (Trans-Planck-Größe).
2015 erhielt er den J. Hans D. Jensen Preis und war danach Gastprofessor in Heidelberg.

## Schriften (Auswahl)
- mit E. Silverstein: Monodromy in the CMB: Gravity Waves and String Inflation, Phys. Rev. D, Band 78, 2008, S. 106003
- mit Liam McAllister, Eva Silverstein: Gravity Waves and Linear Inflation from Axion Monodromy, Phys. Rev. D, Band 82, 2010, S. 046003, Arxiv 2008